# Eliodoro Yáñez
Eliodoro Yáñez Ponce de León (Santiago, 6 de mayo de 1860-ibídem, 26 de julio de 1932) fue un periodista, abogado, diplomático y político chileno, miembro del Partido Liberal (PL). Desde 1894 hasta 1900, funcionó en el cargo de diputado de la República, para luego entre 1902-1903 ejercer una larga trayectoria como senador, que continuaría en los periodos consecutivos; 1912-1918, 1918-1924 y 1924-1930.
Se destacó por sus aportes a su país en materias laborales y educacionales, siendo uno de los fundadores del diario La Nación. Fue ministro de Relaciones Exteriores, Culto y Colonización durante el gobierno de Germán Riesco, en el paso de su presidencia, ejerció de forma subrogante la titularidad de las carteras de Hacienda, Interior, Guerra y Marina e, Industria y Obras Públicas. Se desempeñó además, como ministro del Interior en el gobierno de Juan Luis Sanfuentes.
Diplomáticamente, en 1925 sirvió como delegado de Chile ante la Liga de las Naciones.

## Biografía

### Primeros años
Nacido en Santiago, fue el séptimo hijo del matrimonio formado por Manuel Antonio Yáñez Guerrero y de María Josefa Ponce de León de ascendencia noble de España, cuyos ancestros se remontan a las casas Grandes de España de Rodrigo Ponce de León, I duque de Cádiz.
Él y sus hermanos Ricardo, Manuel Antonio, Elías, Luis Fidel -quien también sería político-, Fidelia y Elvira crecieron en el solar familiar ubicado en la calle Dardignac, en La Chimba, barrio santiaguino en la ribera norte del río Mapocho.

### Estudios y vida laboral
Sus estudios sobre humanidades los realizó en el Instituto Nacional y luego en la Universidad de Chile, siguiendo la carrera de leyes, titulandose como abogado el 27 de mayo de 1883.
Tanto en el colegio como en la universidad se distinguió por ser un alumno aventajado.
Su pasión por las leyes la plasmó, junto con Ricardo Passi García, en una Recopilación de leyes y decretos vigentes, publicada en 1884.
A la vez, publicó artículos en diversos diarios, la mayoría de corte jurídico (por ejemplo La libertad electoral y la revista Forense). Esta pasión por los artículos que escribía hizo que se convirtiera en una figura del periodismo de la época.
Una vez egresado, inició su carrera profesional en el bufete de abogados de José Gabriel Palma Guzmán.

### Matrimonio e hijos
Se casó con Rosalía Bianchi Tupper, con quien tuvo siete hijos: Eliodoro, Álvaro (que tomó el seudónimo literario de Juan Emar), María Flora, Rebeca, Luisa, Inés y Gabriela.

## Trayectoria política

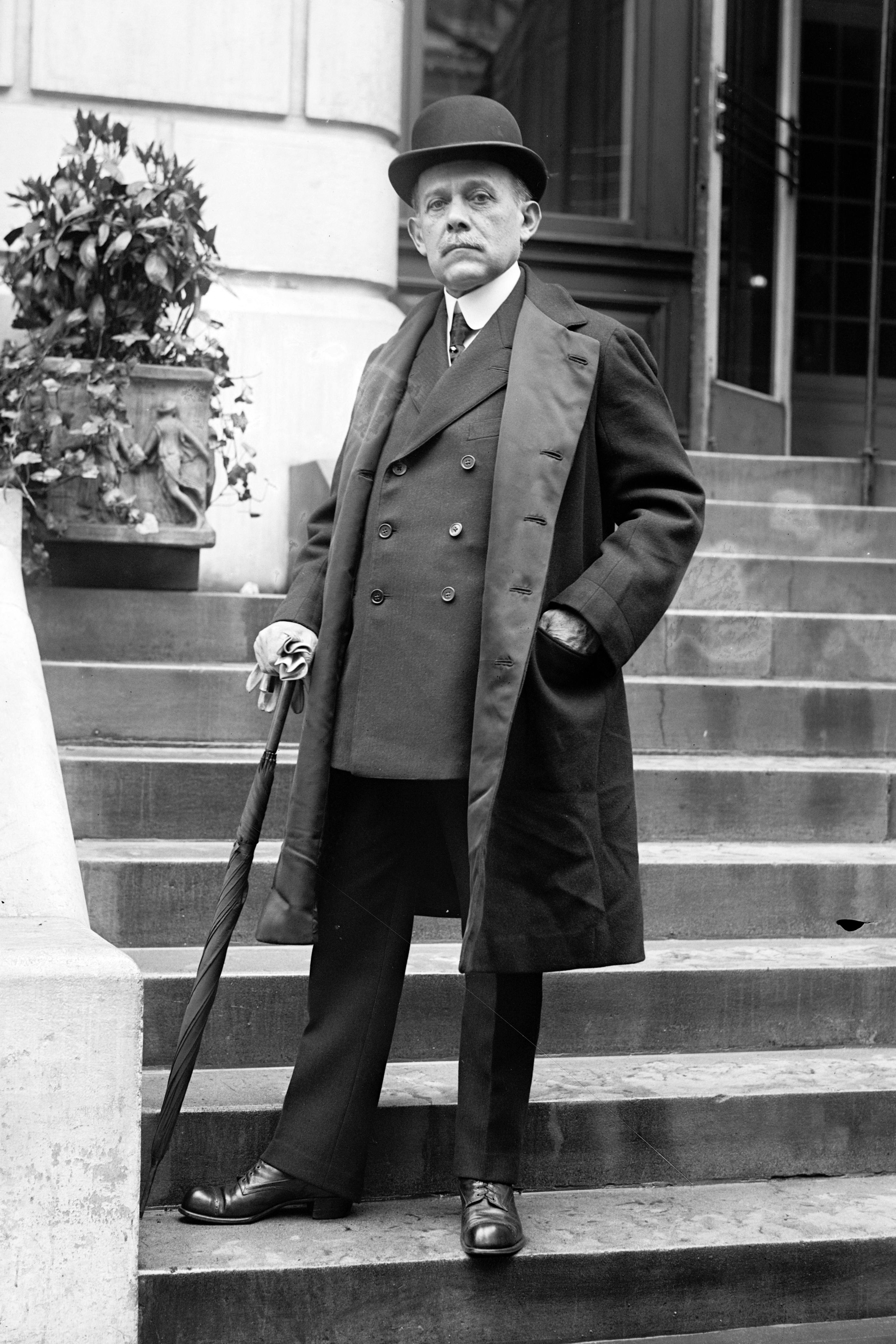
Eliodoro Yáñez, jefe de la misión chilena en Estados Unidos en 1919.

### Inicios
En 1889, mientras desempeñaba labores de abogado y periodista, fue designado como relator de la Corte de Apelaciones de Santiago, pero al poco tiempo tuvo que renunciar por una ley que impuso la incompatibilidad de cargos. Tras esta renuncia forzada, decide ingresar al Partido Liberal (PL) donde se destaca su lucha por la independencia constitucional de los poderes del Estado, mejorar la educación y otros aspectos de relevancia para el país.

### Diputado
En 1893 fue seleccionado como miembro del directorio del PL, siendo elegido en 1894 como diputado por los departamentos de Valdivia y La Unión, por el periodo 1894-1897. Fue segundo vicepresidente de la Cámara de Diputados entre el 2 de junio de 1894 y el 3 de agosto de 1895. A partir de esa fecha, asumió como primer vicepresidente hasta abril de 1897. También fue presidente y vicepresidente del Partido Liberal Doctrinario (PLD).
En las elecciones parlamentarias de 1897, resultó reelecto diputado por la misma zona, para el periodo 1897-1900. Integró la Comisión Permanente de Gobierno. Entre el 1 de junio de 1902 hasta septiembre de 1903, funcionó presuntivamente como senador por Valdivia y La Unión. Integró la Comisión Permanente de Gobierno y la de Legislación y Justicia.

### Ministro de Estado
En la campaña presidencial de 1901, formó parte la Alianza Liberal (AL) y colaboró activamente por la candidatura de Germán Riesco, el resultó victorioso y le otorgó un puesto a Yáñez en el Gobierno como ministro de Relaciones Exteriores, Culto y Colonización, que ejerció entre el 18 de septiembre de 1901 y el 6 de mayo de 1902. Como tal, le cupo actuar en las gestiones que dieron por resultado el término del largo litigio de límites con la República Argentina, que dio lugar a los «Pactos de Mayo». Su claridad y la firmeza con que mantuvo los derechos de la Nación le valieron el apoyo de los diferentes sectores del país. Siendo potestado como ministro de Relaciones Exteriores, Culto y Colonización, le tocó asumir a la vez la cartera de Hacienda como titular subrogante, el 31 de enero. Así como también la cartera de Interior entre el 27 de febrero y el 3 de marzo, la de Guerra y Marina entre el 27 de febrero y el 8 de marzo y finalmente, la de Industria y Obras Públicas entre el 28 de febrero y el 4 de marzo de 1902.
En 1910, presidió la delegación representante del Gobierno de Chile ante el Congreso sobre las letras de cambio que se celebró en La Haya. A su regreso, realizó un informe que luego se transformó en una obra acabada sobre la materia. Fue nombrado como ministro del Interior en el gobierno de Juan Luis Sanfuentes, desempeñando el cargo entre el 12 de octubre de 1917 hasta el 18 de enero de 1918. Durante el ejercicio de la titularidad firmó la ley que introdujo reformas a la Constitución de 1833, así como también defendió la neutralidad de Chile en la Primera Guerra Mundial.

### Senador
En mayo de 1912, fue electo senador por el Departamento de Valdivia, periodo 1912-1918. Integró la Comisión Permanente de Relaciones Exteriores y la de Constitución, Legislación y Justicia. Fue simultáneamente senador reemplazante en la Comisión Permanente de Hacienda.
Durante la Convención Presidencial Liberal de 1915, sus correligionarios le ofrecieron la candidatura a la presidencia que, sin embargo, éste declinó. Cinco años después, en una nueva Convención Presidencial integrada por radicales, liberales, demócratas e independientes, Yáñez y Arturo Alessandri se enfrentaron por la Alianza Liberal y fue el segundo quien obtuvo una abultada victoria.
Para las parlamentarias de 1918, fue reelecto senador por Valdivia, para el siguiente periodo 1918-1924. En ese, integró la Comisión Permanente de Relaciones Exteriores y Culto.
En las elecciones de mayo de 1924, fue nuevamente reelecto senador por Valdivia, para el periodo legislativo 1924-1930. Presidió provisoriamente el Senado, entre el 15 de mayo y el 2 de junio de 1924, fecha en que asumió como presidente absoluto hasta la disolución del Congreso Nacional el 11 de septiembre de 1924 decretada por la Junta de Gobierno. Continuó integrando la Comisión Permanente de Relaciones Exteriores y la de Culto.

#### Legado
Su labor parlamentaria en el Senado y en la Cámara fue tan activa y sobresaliente al punto que puede decirse que mientras permaneció en el Congreso no hubo proyecto de ley que no haya sido propuesto, estudiado o revisado por él. Dentro de los que se destacan el proyecto de organización de la Guardia Nacional y la Ley de Impuesto a los Alcoholes, dos de las más grandes obras de sanidad moral del país. También es obra suya el informe que sirvió de fundamento a la reforma de la Ley de Aduanas de la República sobre la base de la protección a la industria nacional. Además intervino en la redacción y estudio de la ley sobre la reforma del servicio diplomático y consular, en los estudios del Código Sanitario y el de la Ley sobre Marina Mercante Nacional. También fue obra suya la Ley de Conversión Metálica, recién aprobada en 1914 por la Cámara de Diputados y pendiente ese mismo año en el Senado.

### Últimos años
En 1925, fue enviado como delegado de Chile a la Liga de las Naciones.
En julio de 1927, durante su régimen dictatorial, el general Carlos Ibáñez del Campo expropió el diario La Nación, con lo que se transformó en el medio y portavoz oficial del Gobierno. Después de esto, Yáñez abandona Chile y permaneció en el exilio en París (Francia), hasta 1931. De vuelta en su país, sus esfuerzos por recuperar el diario resultan en vano.
Falleció el 26 de julio de 1932 en Santiago, sin haber recibido compensación alguna por la expropiación.

## Otras actividades
En 1917 funda el diario La Nación, siendo publicado el primer ejemplar del diario el 14 de enero de 1917, junto a los senadores Alfredo Escobar Campaña, Augusto Bruna Valenzuela y Abraham Gatica Silva, pero tras 7 años, el periódico quedó en manos de Yañéz. Además de La Nación, adquiere otros periódicos como Los Tiempos (1921) y el Correo de Valdivia (1924).
En 1925, se integró a la Academia Chilena de la Lengua donde también fue nombrado académico. También fue miembro correspondiente de la Real Academia Española de la Lengua.
Fue miembro del Instituto Americano de Derecho Internacional de Washington; de la Facultad de Leyes de la Universidad de Chile; de la Sociedad Nacional de Agricultura (SNA); y de la International American Law de Estados Unidos.
Además, presidió e integró la Sociedad de Fomento Fabril (Sofofa); la Comisión de Defensa Salitrera; la Liga Chilena de Higiene; y fue miembro fundador de la Liga Marítima de Chile. Asimismo, fue presidente honorario de la Liga Contra el Alcoholismo de Valparaíso y Santiago.

## Homenajes
Ha sido considerado uno de los más grandes oradores forenses de los tribunales chilenos por sus conocimientos de ciencias jurídicas, su lógica y la claridad de sus razonamientos. Hasta la actualidad, sus opiniones son consideradas por profesionales y magistrados para la resolución de ciertas materias.
Diversas calles, pasajes y una avenida, entre otras a lo largo de todo Chile, llevan su nombre.

## Obra escrita
- Apuntes sobre la Puna de Atacama. Recopilación de artículos publicados en El Ferrocarril de Santiago, 1898.

## Distinciones y condecoraciones
- Comendador de la Legión de Honor ( Francia)[2]
- Gran Cruz de la Orden de Isabel la Católica ( España, 3 de enero de 1921).[5]
- Gran Cruz de la Orden Militar de Cristo ( Portugal)[2]
- Comendador de la Real Orden de Leopoldo ( Bélgica)[2]

## Nota
1. ↑  En 1919, fue honrado con un diploma de honor por la Liga Chilena de Higiene por su labor realizada como presidente de la misma.